# Lucy Loste Berset
Lucy Loste Berset est une actrice française née le 16 décembre 2007 à Marseille (Bouches-du-Rhône).
Elle est principalement connue pour son rôle d'Anya dans le long-métrage La Cour d'Hafsia Herzi (2022) grâce auquel elle obtient le prix du Jeune espoir féminin ADAMI au festival de la fiction de La Rochelle,.

## Biographie

### Enfance et formation
Lucy Loste Berset naît le 16 décembre 2007 à Marseille, dans les Bouches-du-Rhône en France. Alors qu'elle effectue sa scolarité dans un collège de la ville de Marseille, elle bénéficie d'horaires aménagés pour suivre une formation en musique.

### Carrière
En 2022, Lucy Loste Berset fait ses débuts au cinéma dans le film Le Temps des Secrets, de Christophe Barratier, aux côtés de Guillaume de Tonquédec et François-Xavier Demaison. Dans cette adaptation du roman éponyme de Marcel Pagnol, elle interprète Isabelle Cassignol. Cette même année, elle se fait connaître du grand public en incarnant Anya, le personnage principal du long-métrage La Cour, d'Hafsia Herzi,. Pour ce rôle, elle obtient le prix du Jeune espoir ADAMI féminin au festival de la fiction de La Rochelle,.
Toujours en 2022, elle débute à la télévision dans la série télévisée Bardot, de Danièle Thompson. Dans cette mini-série retraçant la jeunesse de l'actrice Brigitte Bardot, elle incarne le personnage de Simone. En 2024, elle apparaît dans Fortune de France et campe la version adolescente d'Hélix, personnage joué par Lou Lampros.

## Filmographie
Sauf indication contraire, les informations mentionnées dans cette section peuvent être confirmées par la base de données cinématographiques IMDb,  présente dans la section « Liens externes ».

### Cinéma

#### Longs-métrages
- 2022 : Le Temps des Secrets de Christophe Barratier : Isabelle Cassignol
- 2022 : La Cour d'Hafsia Herzi : Anya

#### Courts-métrages
- 2021 : Libellule de Lou-Anne Potentier
- 2024 : Malamour de Pascal Roy

### Télévision

#### Séries télévisées
- 2023 : Bardot de Danièle et Christopher Thompson : Simone (1 épisode)
- 2024 : Fortune de France de Christopher Thompson : Helix, adolescente[10]

#### Téléfilm
- 2025 : Le Combat d'Alice de Thierry Binisti : Alice

## Distinctions

### Récompenses
- 2022 : Prix du Jeune espoir ADAMI féminin au festival de la fiction de La Rochelle pour La Cour d'Hafsia Herzi